# Lapsana
Lapsana là một chi thực vật có hoa trong họ Cúc (Asteraceae).

## Loài
Chi Lapsana gồm các loài: